# Call of Duty: Modern Warfare 3: Defiance
Call of Duty: Modern Warfare 3: Defiance este un joc FPS pentru Nintendo DS creat de n-Space și publicat de Activision. Jocul are multe opțiuni din jocul cu variantă pentru PC incluzând folosirea unui vehicul. Jocul a fost lansat în data de 8 noiembrie 2011.